# Salama Mousa
Salama Mousa (1887-1958, arabisk: سلامه موسى) var en betydningsfuld egyptisk journalist og reformator i 1920'erne. Som barn i en koptisk kristen familie i Zagazig var Mousa kendt for sin levende interesse for naturvidenskab og kultur, såvel som sin faste overbevisning om at den menneskelige intelligens er garant for udvikling og fremgang. I 1908 rejste han til Europa, hvor han studerede litteratur, filosofi, samfundsvidenskab og naturvidenskab. Han fortsatte disse studier kritisk gennem hele sit liv.
Mousa tilhørte en gruppe af intellektuelle, som var varme fortalere for en forenkling af det arabiske sprog og dets grammatik, samt for anerkendelse af egyptisk arabisk dialekt som det moderne Egyptens sprog, hvilket rejste stærk kritik fra hans konservative modstandere. Standardarabisk, som er en tilstræbt fælles skriftsproglig norm for de arabiske lande, var forblevet uændret gennem generationer, medens størstedelen af det egyptiske folk var analfabeter, hvorfor Mousa og andre tænkere gik ind for at skrive i dagligt talesprog. Forenkling og modernisering af sproget i Egypten diskuteres stadig i dag. Salama Mousa's skrifter er efterspurgte, måske endda mere nu end tidligere.
Nobelprismodtager og landsmand Naguib Mahfouz blev vejledt af Salama Mousa, som er citeret for at sige til Mahfouz: "Du har meget talent, men dine essays duer ikke." Efter denne hændelse, beretter Mahfouz, valgte han sine emner mere omhyggeligt.
Salama Mousa døde den 4. august 1958.